# Oleg Koulechov
Oleg Mikhaïlovitch Koulechov (en russe : Олег Михайлович Кулешо́в, en anglais : Oleg Kuleshov), né le 15 avril 1974 à Omsk, est un joueur puis  entraîneur russe de handball. International russe, il évoluait au poste de demi-centre et est notamment Championnat d'Europe en 1996 et Championnat du monde en 1997.

## Palmarès

### En clubs
Compétitions internationales
- Vainqueur de la Ligue des champions (1) : 2002
- Vainqueur de la Coupe de l'EHF (2) : 2001, 2007
  - Finaliste en 2005
- Vainqueur de la Supercoupe d'Europe (2) : 2001, 2002
  - Finaliste en 1999, 2005
- Finaliste de la Coupe du monde des clubs en 2002

Compétitions nationales
- Vainqueur du Champion de Russie (3) : 1996, 1997, 1998
- Vainqueur du Championnat d'Allemagne (1) : 2001
- Vainqueur de la Supercoupe d'Allemagne (1) : 2001

### En équipe nationale
Jeux olympiques
- 5e place aux Jeux olympiques de 1996 à Atlanta,  États-Unis
- médaille de bronze aux Jeux olympiques de 2004 à Athènes,  Grèce

Championnats du monde
- médaille d'or au Championnat du monde 1997 au  Japon

Championnats d'Europe
- médaille d'or au Championnat d'Europe 1996 en  Espagne
- médaille d'argent au Championnat d'Europe 2000 en  Croatie